# Schlagregen

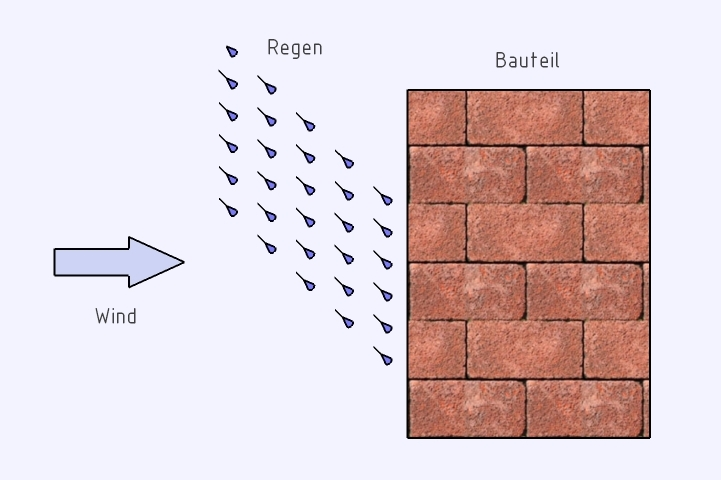
Grafik Schlagregen

Als Schlagregen wird Regen bezeichnet, der vom Wind aus seiner lotrechten Fallrichtung abgelenkt wird. Die Regentropfen können so auch senkrechte Flächen erreichen, die durch ein Gesims, eine vorstehende Mauerkrone oder einen Dachüberstand geschützt sind. 
Schlagregen hat Einfluss auf die Beständigkeit von Mauern, Außenwänden und Fassaden, insbesondere auf deren Anstriche, Verputze oder Verkleidungen.
Poröse Baustoffe können auftreffendes Wasser aufsaugen (Kapillarwirkung). Ab einem bestimmten Feuchtigkeitsgehalt kann es zu Feuchteschäden wie Ausblühungen, Frostschäden, Auswaschung, Schimmel- und Pilzbefall kommen. 
Feuchte Bauteile unterliegen oft einer beschleunigten Verwitterung. Besonders gefährdet sind Holzoberflächen und unverputztes Mauerwerk, da die Feuchtigkeit in Fugen und Risse eindringt.
Im Bemühen, die Wasseraufnahme der Außenwand zu begrenzen, dürfen jedoch keine allzu dichten Materialien oder Beschichtungen gewählt werden. Einschalige Außenwände müssen durchgängig zum kapillaren Wassertransport befähigt sein, um Wasser abführen zu können, welches aus verschiedenen Quellen in die Wand gelangt:
- durch Aufnahme von Schlagregen in der Fläche, durch Anschlussfugen oder durch Schadstellen wie Risse
- durch einen Wasserschaden
- durch Aufnahme von Wasser aus der Innenraumluft (Feuchteaustausch durch Diffusion, Oberflächen- und Kapillarkondensation)

## Schutz vor Schlagregen
Lässt sich durch eine Überdachung kein ausreichender konstruktiver Schutz erreichen, so kann die Schlagregen-Beständigkeit der Wandoberfläche durch andere Maßnahmen erhöht werden:
- Die vom Regen benetzbare Wandoberfläche wird möglichst klein gehalten, etwa indem Löcher und Risse ausgebessert werden. Kleinteilige Unebenheiten und unerwünschte Strukturen können gegebenenfalls durch Verputz oder Verkleidung überdeckt werden.
- Die Wasseraufnahme von porösen Bauteiloberflächen wird reduziert, indem ein Anstrich, eine Bekleidung oder eine Verkleidung aufgebracht wird.
- Wandoberfläche sowie Kapillaren werden durch Hydrophobierung wasserhemmend oder wasserabweisend ausgerüstet.
- Waagerechte Flächen wie Absätze und Hinterschneidungen werden durch Anschrägung, Verputz, Anstrich oder Verblechung (Verwahrung) geschützt.
- Die Wandfläche wird durch Fassadenbewuchs vor Schlagregen geschützt.

Als Verkleidung werden heute eine Vielzahl an Materialien angeboten, etwa Keramik- bzw. hartgebrannte Ziegelplatten, Glas, profilierte Blechtafeln oder -elemente, Alucubond-Platten, Faserzement-Platten und beschichtete Holzwerkstoffplatten.
Um Schäden zu vermeiden, müssen die Bauteile, die mit dem Schlagregen in Berührung kommen können, möglichst dicht sein, oder sie müssen unempfindlich gegenüber Feuchtigkeit sein. Bei Holzoberflächen versucht man beispielsweise, Tropfkanten anzuordnen oder Holzschutzmittel aufzutragen. Mauerwerksfugen dürfen nicht zu tief liegen, sondern müssen nahezu bündig mit dem Mauerstein sein. Putz schützt besonders gut, wenn er hydrophob, also wasserabweisend ist.
In exponierten Lagen wie an der Meeresküste und in Mittelgebirgen wird insbesondere das Mauerwerk an der Wetterseite durch verschiedene traditionelle Verfahren geschützt:
- Die Wand wird zweischalig mit zwischenliegender Luftschicht aufgemauert.
- Die Fassade wird durch eine (hinterlüftete) Holzverschalung geschützt.
- Die Fassade wird durch angenagelte Ziegel, Blechelemente, Schieferplatten oder Stehfalzprofile geschützt.
- Fassaden-Ziegel oder Verputz werden mit porenschliessender und zugleich diffusionsoffener Kalk- oder Kalkkaseinfarbe gestrichen.
- Die äußere Mauerschicht wird aus dichten Naturstein oder wenig saugenden Ziegeln wie Klinker oder Vormauerziegeln hergestellt.
- In Ländern wie Dänemark ist es üblich, die Mauerziegel mit einem Schlämm- oder dünnem Spritzputz zu überziehen.